# Michael Massee
Michael Groo Massee (Kansas City, 1º settembre 1952 – Los Angeles, 20 ottobre 2016) è stato un attore statunitense. È principalmente noto per il ruolo di Funboy nel film Il corvo - The Crow e di Gustav Fiers nei film The Amazing Spider-Man e The Amazing Spider-Man 2 - Il potere di Electro.

## Biografia
Nato a Kansas City nel 1952, da Jack Groo Massee e Holly Hoover, crebbe a Parigi dove la sua famiglia era emigrata. Dopo le scuole superiori si stabilì a New York, dove si laureò presso l'Hunter College e studiò recitazione al Neighborhood Playhouse School of the Theatre. Ottenne il suo primo ruolo cinematografico nel 1991, interpretando Joe in My Father Is Coming di Monika Treut.
Massee è noto per essere l'uomo che, accidentalmente, uccise Brandon Lee sul set de Il corvo (1994), con un colpo di pistola a salve malfunzionante. Il dramma fu un episodio inaspettato causato dalla disorganizzazione della troupe e Massee fu scagionato da ogni accusa, poiché ignaro che l'arma fosse difettosa. L'attore, profondamente scosso dall'incidente, non riuscì mai a superare del tutto il tormento di quella tragedia e nel 2005 dichiarò: «Non penso che ci si possa mai riprendere da qualcosa del genere». Inoltre rivelò di non aver mai visto il film. La sua carriera cinematografica era appena agli inizi all'epoca della realizzazione de Il corvo.
Ritiratosi per un anno dalle scene, riprese l'attività interpretando ruoli secondari o poco più che comparsate in film come Seven (1995), Amistad (1997), The Game - Nessuna regola (1997), Catwoman (2004), The Amazing Spider-Man (2012), The Amazing Spider-Man 2 - Il potere di Electro (2014) e lavorò in molte serie TV statunitensi tra cui Alias, Revelations, 24, Criminal Minds e Rizzoli & Isles ed il franchise Law & Order. Massee parlava anche francese e recitò nella serie televisiva d’Oltralpe Interventions (2014).
L'attore morì il 20 ottobre 2016 per un tumore dello stomaco all'età di 64 anni.

## Vita privata
Nel 1997 sposò Ellen Sussdorf, da cui ebbe due figli: Jack e Lily. La coppia possedeva un negozio d'abbigliamento a Los Angeles.

## Filmografia parziale

### Cinema
- My Father Is Coming, regia di Monika Treut (1991)
- Il corvo - The Crow (The Crow), regia di Alex Proyas (1994)
- Tales from the Hood, regia di Rusty Cundieff (1995)
- Seven, regia di David Fincher (1995)
- Desert Moon (Mojave Moon), regia di Kevin Dowling (1996)
- Un giorno... per caso (One Fine Day), regia di Michael Hoffman (1996)
- Strade perdute (Lost Highway), regia di David Lynch (1997)
- Crimini invisibili (The End of Violence), regia di Wim Wenders (1997)
- The Game - Nessuna regola (The Game), regia di David Fincher (1997)
- Playing God, regia di Andy Wilson (1997)
- Amistad, regia di Steven Spielberg (1997)
- Catwoman, regia di Pitof (2004)
- Underdog - Storia di un vero supereroe (2007) - voce
- The Resident, regia di Antti Jokinen (2011)
- The Amazing Spider-Man, regia di Marc Webb (2012)
- CBGB, regia di Randall Miller (2013)
- The Amazing Spider-Man 2 - Il potere di Electro (The Amazing Spider-Man 2), regia di Marc Webb (2014)
- Oltre il male (At the Devil's Door), regia di Nicholas McCarty (2014)
- The Last Survivors, regia di Tom Hammock (2014)

### Televisione
- X-Files (The X-Files) – serie TV, episodio 4x05 (1996)
- L'ultimo padrino (The Last Don) – miniserie TV, regia di Graeme Clifford (1997)
- Nash Bridges – serie TV, episodi 3x08-6x12 (1997-2001)
- Millennium – serie TV, episodio 2x14 (1998)
- 24 – serie TV, 12 episodi (2001-2002)
- Momentum, regia di James Seale – film TV (2003)
- Carnivàle – serie TV, 5 episodi (2003-2005)
- Revelations – miniserie TV, 6 puntate (2005)
- Criminal Minds – serie TV, episodio 1x14 (2006)
- Alias – serie TV, episodi 5x09-5x12 (2005-2006)
- Cold Case - Delitti irrisolti (Cold Case) – serie TV, episodio 4x22 (2007)
- Supernatural – serie TV, episodi 3x03-3x07 (2007)
- Pandemic - Il virus della marea (Pandemic), regia di Armand Mastroianni – film TV (2007)
- Law & Order: Criminal Intent – serie TV, episodio 7x16 (2008)
- FlashForward – serie TV, 8 episodi (2009-2010)
- Rizzoli & Isles – serie TV, 4 episodi (2010-2013)
- Law & Order: LA – serie TV, episodio 1x02 (2010)
- Dr. House - Medical Division (House, M.D.) – serie TV, episodio 8x01 (2011)
- CSI - Scena del crimine (CSI: Crime Scene Investigation) – serie TV, episodio 12x08 (2011)
- Fringe – serie TV, episodio 4x15 (2012)
- Law & Order - Unità vittime speciali (Law & Order: Special Victims Unit) – serie TV, episodio 15x02 (2013)

## Doppiatori italiani
Nelle versioni in italiano delle opere in cui ha recitato, Michael Massee è stato doppiato da:
- Massimo Lodolo in Nash Bridges (ep. 6x12), 24, Momentum
- Gerolamo Alchieri in CSI: NY, Fringe, CBGB
- Pasquale Anselmo in Strade perdute, Rizzoli & Isles
- Stefano De Sando in FlashForward, Law & Order: Los Angeles
- Saverio Indrio in Cold Case - Delitti irrisolti, The Resident
- Giorgio Lopez in The Amazing Spider-Man, The Amazing Spider-Man 2 - Il potere di Electro
- Stefano Benassi ne Il corvo - The Crow
- Vittorio De Angelis in Marshal
- Fabrizio Picconi in Sahara
- Fabrizio Temperini in Playing God
- Marco Bolognesi in Bionda e pericolosa
- Maurizio Romano in X-Files
- Stefano Onofri in Millennium
- Massimo Corvo in Carnivàle
- Alberto Bognanni in Catwoman
- Mino Caprio in Dr. House - Medical Division
- Simone Mori in Revelations
- Emilio Cappuccio in Criminal Minds
- Enrico Di Troia in Alias
- Luca Dal Fabbro in Pandemic - Il virus della marea
- Claudio Moneta in Law & Order: Criminal Intent
- Massimo Rossi in Supernatural
- Carlo Valli in CSI - Scena del crimine
- Stefano Mondini in Law & Order - Unità vittime speciali
- Donato Sbodio in The Last Survivors

Da doppiatore è sostituito da: 
- Sergio Luzi in Ultimate Avengers, Ultimate Avengers 2